# HNKセゲスタ・シサク
HNKセゲスタ・シサク（HNK Segesta Sisak）は、クロアチアのシサク＝モスラヴィナ郡シサクをホームタウンとするサッカークラブである。
クロアチアで最も古いサッカークラブである。

## 歴史
1906年に創設された。
クロアチア独立後は1992-93シーズンから1996-97シーズンまでプルヴァHNLに所属した。最後の1996-97シーズンはUEFAインタートトカップ 1996でシルケボーIFとの決勝に進出したが、アウェーゴール差で敗れてUEFAカップ1996-97出場を逃した。
2016年にクラブ創設110周年を記念したクロアチア代表との親善試合が行われ、クロアチア代表がマリオ・マンジュキッチ、アンドレイ・クラマリッチ、イヴァン・ペリシッチ、ニコラ・カリニッチ、ドゥイェ・チョプの得点で8-1で勝利した。

## 欧州の成績
| シーズン | 大会                   | ラウンド  | 対戦相手             | ホーム | アウェー | 合計    |  |
| -------- | ---------------------- | --------- | -------------------- | ------ | -------- | ------- |  |
| 1996     | UEFAインタートトカップ | グループ6 | エルグリーテ         | 1-1    |          | 1位     |  |
| 1996     | UEFAインタートトカップ | グループ6 | ハポエル・テルアビブ |        | 3-1      | 1位     |  |
| 1996     | UEFAインタートトカップ | グループ6 | スタッド・レンヌ     | 2-1    |          | 1位     |  |
| 1996     | UEFAインタートトカップ | グループ6 | ルツェルン           |        | 1-0      | 1位     |  |
| 1996     | UEFAインタートトカップ | 準決勝    | エーレブルー         | 4-0    | 1-4      | 5-4     |  |
| 1996     | UEFAインタートトカップ | 決勝      | シルケボー           | 1-2    | 1-0      | 2-2 (a) |  |

## 歴代監督
- ズラトコ・クラニチャール 1992-1994, 1997
- ブランコ・イバンコビッチ 1995-1996
- ヴィエラン・シムニッチ 2005, 2014

## 歴代所属選手
- ヴィエッコスラブ・スクリーニャ 1999
- カーヤ・ログリ 2006